# Lutz von Laer
Lutz von Laer (geb. vor 1950 als Ludwig von Laer) ist ein deutscher Arzt und emeritierter Professor der Universität Basel.

## Leben
Von Laer legte sein Staatsexamen 1967 ab und erwarb die Facharzttitel für Kinderchirurgie und Orthopädie. Von 1989 bis 2000 war er Leiter der Traumatologischen Abteilung des Universitätskinderspitals Basel.
1991 wurde er ausserordentlicher Professor an der Medizinischen Fakultät der Universität Basel. Seit Mitte 2000 ist er emeritiert.

## Auszeichnungen
- Ralf-Loddenkemper-Preis, 2001 (zusammen mit Thierry Girard)

## Schriften
- Frakturen und Luxationen im Wachstumsalter. USES, Firenze 1988, ISBN 978-3-13-674306-5.